# Universalkurzschrift
Die Universalkurzschrift, auch UKS genannt, ist ein Stenografiesystem, das von Peter Spiegel nach 40 Jahren Praxis als Presse- und Verhandlungsstenograf entwickelt wurde. Die UKS wurde 1966 veröffentlicht und hat das selbstlautschreibende Stenografiesystem von Karl Friedrich Scheithauer zur Grundlage.
Peter Spiegel, der Spitzenschreiber des Systems Stolze-Schrey war, wollte die Einfache Stenografie von Karl Otto weiter verbessern. Spiegel änderte manche Zeichen der Einfachen Stenografie ab. Jedoch ist bei der UKS der Einfluss des Systems Stolze-Schrey stärker. Außerdem gibt es im Gegensatz zu Ottos System für tsch, schm, rt, lt, ft, kt, vt und nz keine Sonderzeichen. Jedoch werden Doppel-l und Doppel-r bezeichnet. Bei den Ganzlängen für schw und zw stand das System Stolze-Schrey Pate.
Die Universalkurzschrift hat etwa 60 Kürzel, d. h. kurze Zeichen für die häufigsten Wörter und Silben. Verstärkungen gibt es im Kurzschriftsystem von Peter Spiegel ebenfalls keine, da diese bei der Verwendung des Kugelschreibers für die meisten Schreiber hinderlich und schreibhemmend sind.